# ラスト・オブ・ジ・アメリカン・ガールズ
「ラスト・オブ・ジ・アメリカン・ガールズ」（Last of the American Girls）は、アメリカのロックバンド、グリーン・デイの楽曲。バンドの8枚目のアルバム、『21世紀のブレイクダウン』の10曲目に収録され、アルバムからの5枚目のシングルとしてカットされた。

## 収録曲
プロモCDシングル
1. ラスト・オブ・ジ・アメリカン・ガールズ（アルバムバージョン） - Last of the American Girls - 3:51

CDミックス
1. ラスト・オブ・ジ・アメリカン・ガールズ（アルバムバージョン） - Last of the American Girls - 3:51
2. ノウ・ユア・エネミー(ライブ） - Know Your Enemy" - 4:49
3. 21世紀のブレイクダウン - 21st Century Breakdown - 5:06